# پیاسکی اچ‌یوپی
پیاسکی اچ‌یوپی (به انگلیسی: Piasecki HUP Retriever) یا اچ-۲۵ ملقب به بازیابنده یک بالگرد تک‌موتوره با موتور رادیال ساخت پیاسکی آمریکا بود. این بالگرد نخستین بالگردی بود که توانست مانور لوپ یا چرخش به دور خود در راستای محور طولی را انجام دهد. خط تولید این محصول تنها ۶ سال فعال بود که در این مدت ۳۳۹ بالگرد تولید شدند.

## طراحی و توسعه

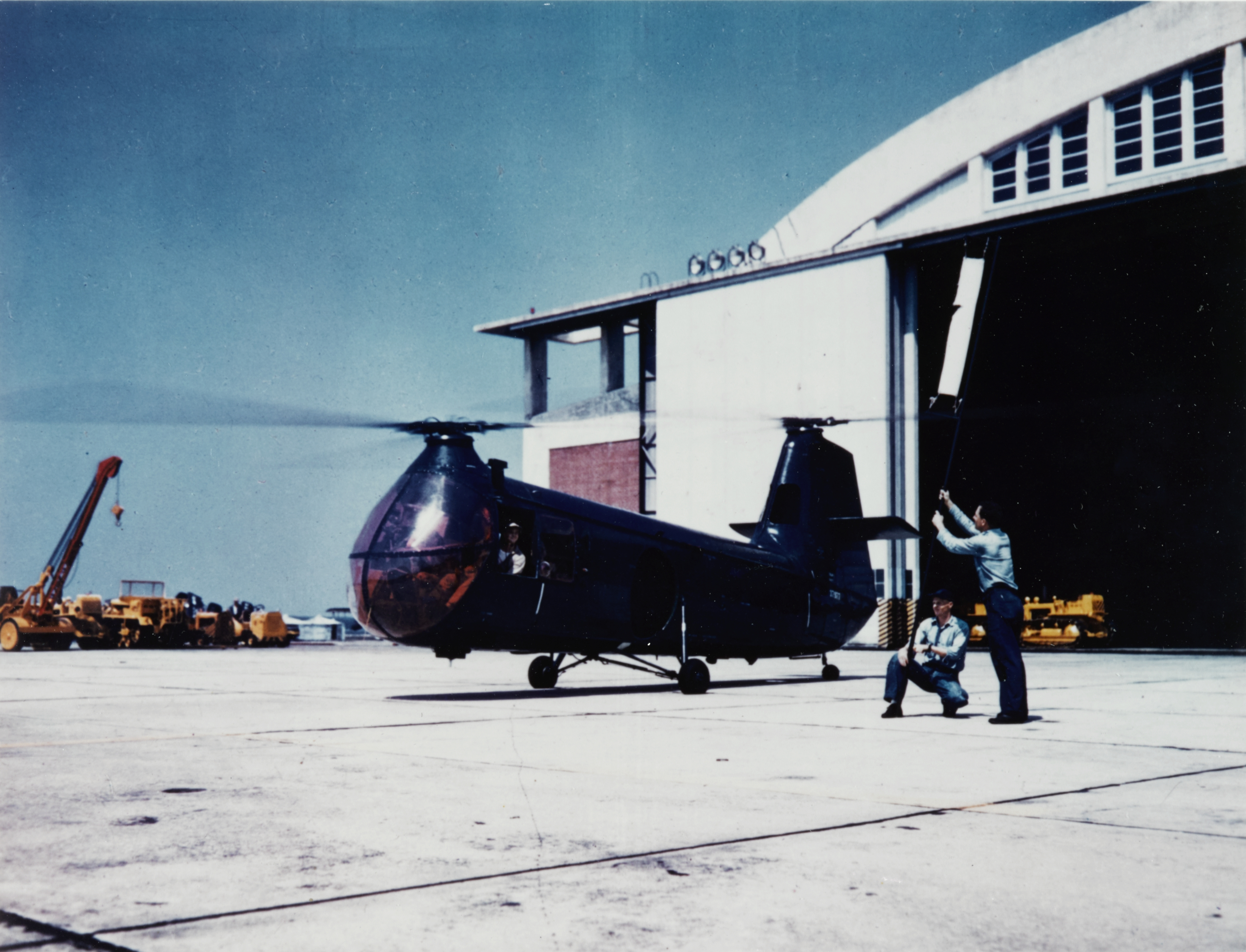
دومین نمونه از دو نمونه اولیه اچ‌یوپی در پایگاه هوایی رودخانه پاتوکسنت، اوایل دهه ۵۰

طراحی این بالگرد با توجه به نیازهای نیروی دریایی آمریکا انجام شد که به دنبال بالگردی بود تا بتواند از روی ناو بالگردبر، ناو هواپیمابر یا کشتی‌های جنگی عملیات انجام دهد. پیش‌نمونه‌های این بالگرد با نام پی‌وی-۱۴ ساخته شد و تا پی‌وی-۱۸ توسعه پیدا کرد. سپس حکومت فدرال ایالات متحده آمریکا نام اچ‌یوپی را بر روی آن گذاشت. پیش‌نمونهٔ اچ‌یوپی توسط نیروهای مسلح آمریکا با تنها رقیب این بالگرد یعنی سیکورسکی ایکس‌اچ‌جی‌اس مقایسه شد. سیکورسکی ایکس‌اچ‌جی‌اس دراصل یک سیکورسکی اچ-۵ بود که از نظر اندازه بزرگ شده بود و موتور ضعیفی داشت؛ وزن سنگین و بی‌تعادلی آن در هنگام پرواز و هزینه‌های سنگین تعمیرات و مشکلات اساسی در طراحی آن بالگرد باعث شده بود که نیروی دریایی آمریکا هیچ علاقه‌ای به سیکورسکی ایکس‌اچ‌جی‌اس نداشته باشد. بنابراین پیاسکی با قاطعیت پیروز این مناقصه شد و خط تولید این بالگرد با نام اچ‌یوپی-۱ آغاز گردید.
طراحی این بالگرد با دو پروانه سه تیغه‌ای با قطر ۱۱ متر بود و تیغه‌ها قابلیت خم شدن داشتند تا بالگرد فضای کمتری بر روی ناو بالگردبر اشغال کند. این ویژگی باعث می‌شد تا بتوان بالگردها را با آسانسور ناو هواپیمابر به روی عرشه منتقل کرد. سامانه هماهنگ‌سازی دو ملخ در این بالگرد که بوسیله مهندس پیاسکی ساخته شد بعدها در بالگردهای پیاسکی اچ-۲۱ و بوئینگ سی‌اچ-۴۶ و بوئینگ سی‌اچ-۴۷ نیز به کار رفت. نخستین اچ‌یوپی از یک موتور رادیال آر-۹۷۵ نیرو می‌گرفت که توان آن هنگام برخاستن، ۵۲۵ اسب بخار بود و در نسخه‌های بعدی تا ۵۵۰ اسب بخار افزایش یافت.

## پیشینهٔ عملیاتی

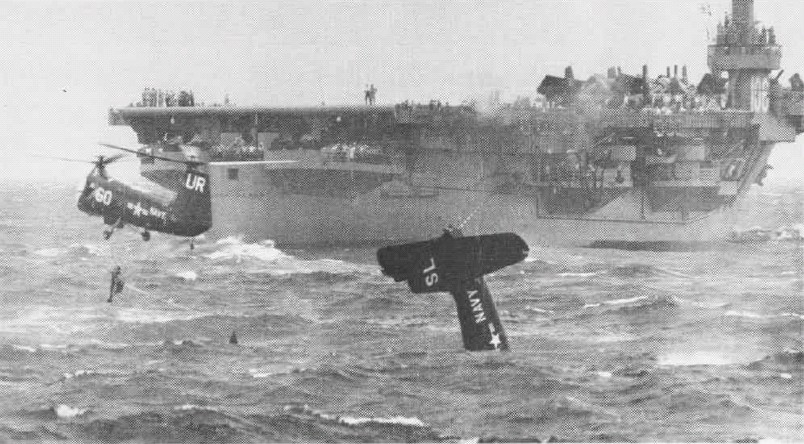
یک اچ‌یوپی-۱ درحال نجات خدمه‌های یک فروند گرومن ای‌اف گاردین سقوط کرده در سال ۱۹۵۳. ناو هواپیمابر بلاک آیلند نیز در پس‌زمینه مشخص است.

نخستین ناوگان در فبریه ۱۹۴۹ تحویل شد که ۳۲ فروند اچ‌یوپی-۱ به نیروی دریایی پیوستند. نمونه بهبودیافته که اچ‌یوپی-۲ نام داشت (با نام پی‌وی-۱۸ در شرکت پیاسکی) با موتور قوی‌تر و تغییرات گستردهٔ بهینه‌سازی و سامانهٔ ضدزیردریایی سونار ارائه شد. اچ‌یوپی-۲ نخستین بالگرد دارای خلبان خودکار بود. یک مدل پهپادی نیز از این مدل ساخته شد که می‌توانست در مختصات مورد نظر بصورت رادیویی کنترل بشود و در ارتفاع ۲٫۵ متری از سطح زمین هاور کند. شرکت اِدو ایرکرفت نیز توانست مدلی دوزیست از این بالگرد را بسازد که از روی آب نشست و برخاست کند. یک نسخه از اچ‌یوپی-۲ نیز برای نیروی زمینی آمریکا ساخته شد و اچ-۲۵ قاطر نام گرفت؛ ولی همهٔ این نمونه‌ها با ورود اچ‌یوپی-۳ بازنشسته شدند.

## حادثه

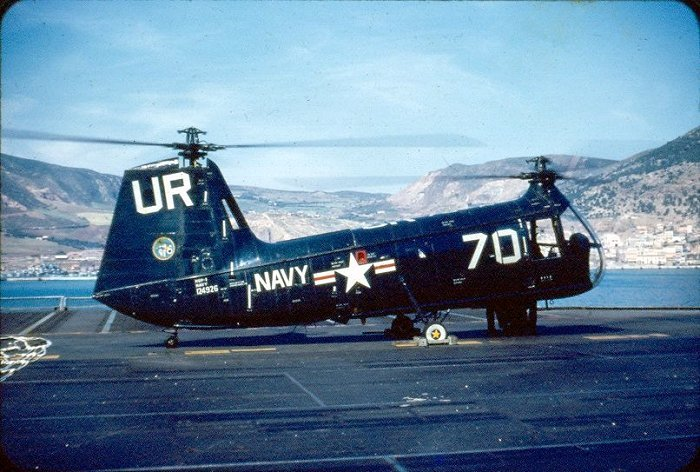
یک اچ‌یوپی-۱ در اوایل دهه ۵۰

در سال ۲۰۰۹ و در پی یک نمایش هوایی ویژهٔ هواپیماها و بالگردهای قدیمی، یک فروند اچ‌یوپی-۱ به نمایش درآمد و در مسیر رفتن به نمایشگاه با کابل فشار قوی برخورد کرد و پس از سقوط آتش گرفت. بالگرد دارای سه سرنشین بود که هر سه نفر جان باختند. هیئت ملی ایمنی حمل و نقل اعلام کرد که دلیل سقوط این بالگرد بی‌توجهی خلبان و ندیدن کابل‌های فشار قوی بوده‌است.

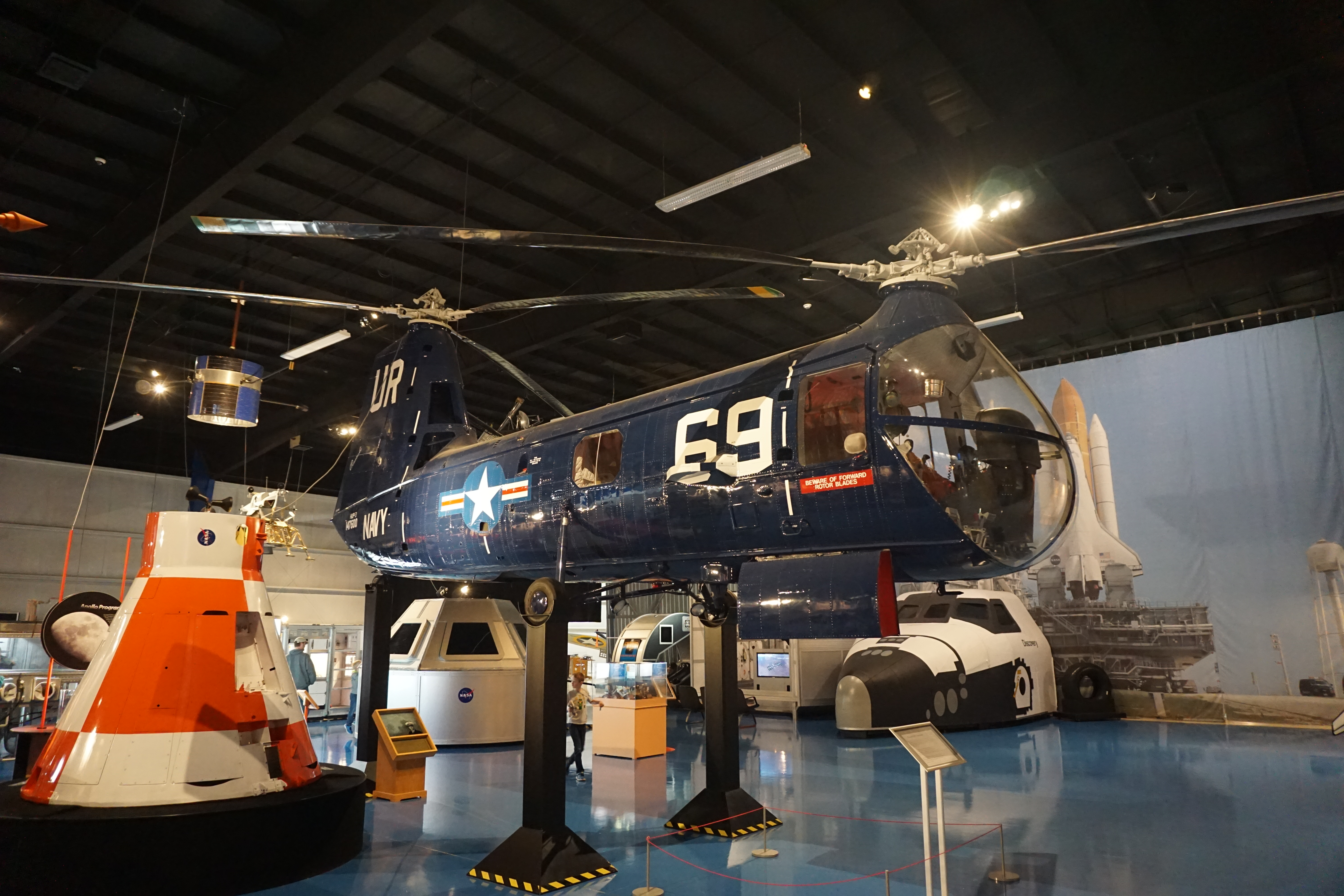
اچ‌یوپی-۳ نیروی دریایی
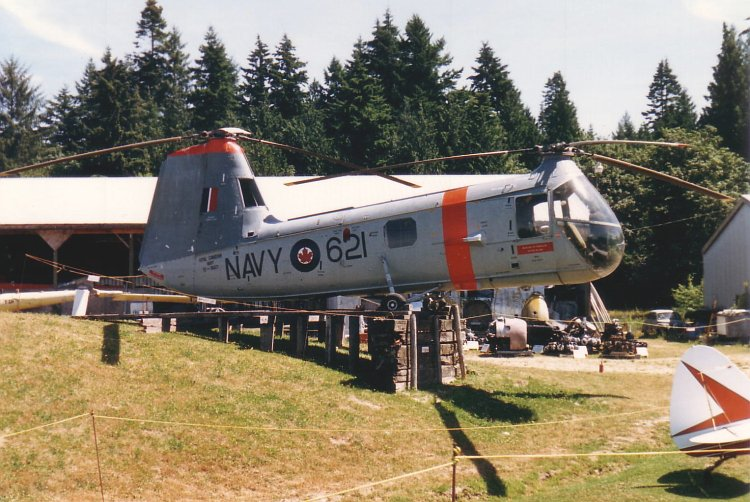
اچ‌یوپی-۳ نیروی دریایی
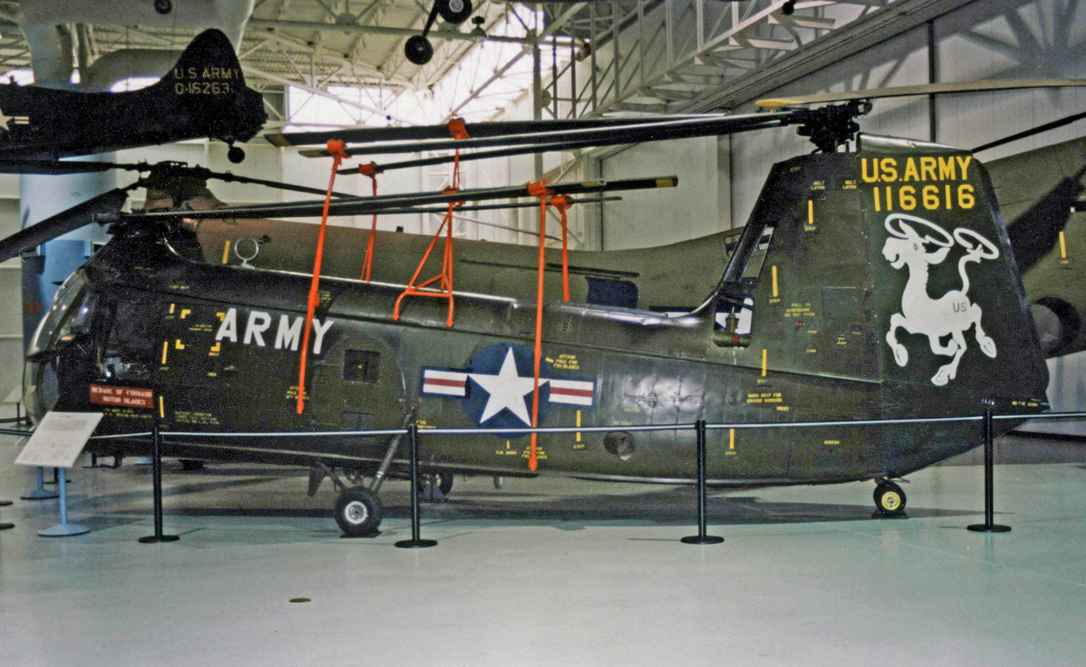
اچ-۲۵ قاطر متعلق به نیروی زمینی آمریکا

## مشخصات اچ‌یوپی-۲
داده‌ها از Jane's All The World's Aircraft 1956–57
ویژگی‌های عمومی
- خدمه: دو خلبان
- ظرفیت: چهار خدمه
- طول: ۵۶ فوت ۱۱ اینچ (۱۷٫۳۵ متر)
- ارتفاع: ۱۳ فوت ۲ اینچ (۴٫۰۱ متر)
- وزن خالی: ۴٬۱۳۲ پوند (۱٬۸۷۴ کیلوگرم)
- وزن ناخالص: ۵٬۷۵۰ پوند (۲٬۶۰۸ کیلوگرم)
- بیشترین وزن برخاست: ۶٬۱۰۰ پوند (۲٬۷۶۷ کیلوگرم)
- پیشرانه: ۱ عدد موتور پیستونی رادیال ۹ سیلندر Continental R-975-46A, ۵۵۰ اسب بخار (۴۱۰ کیلووات)
- قطر روتور اصلی: ۲ عدد ۳۵ فوت ۰ اینچ (۱۰٫۶۷ متر)
- مساحت روتور اصلی: ۱٬۹۲۴٫۵ فوت مربع (۱۷۸٫۷۹ متر مربع) * Blade section: NACA 0012[۲۱]

عملکرد
- حداکثر سرعت: ۱۰۵ مایل بر ساعت (۱۶۹ کیلومتر بر ساعت، ۹۱ گره)
- سرعت کروز: ۸۰ مایل بر ساعت (۱۳۰ کیلومتر بر ساعت، ۷۰ گره)
- بُرد: ۳۴۰ مایل (۵۵۰ کیلومتر، ۳۰۰ مایل دریایی)
- حداکثر ارتفاع: ۱۰٬۰۰۰ فوت (۳٬۰۰۰ متر)
- نرخ صعود: ۱٬۰۰۰ فوت بر دقیقه (۵٫۱ متر بر ثانیه)
- بارگیری دیسک: ۳ پوند بر فوت مربع (۱۵ کیلوگرم بر متر مربع)